# Stigmochora parkiae
Stigmochora parkiae är en svampart som först beskrevs av Henn., och fick sitt nu gällande namn av Arx 1962. Stigmochora parkiae ingår i släktet Stigmochora och familjen Phyllachoraceae.   Inga underarter finns listade i Catalogue of Life.